# バディエディ
バディエディ（アルファベット表記：BUDDYEDDY）は、日本のサンリオによるキャラクター。
サンリオより2023年発売の幼児向け英語教材であるSanrio English Masterのメインキャラクターおよび幼児の発達認知科学に基づいたサンリオ初のキャラクターとして、2022年にデビューした。

## 概要
2023年3月に発売された幼児向け英語教材であるSanrio English Masterのメインキャラクターとしてデビュー。
エディとピタは幼児の発達認知科学に基づいて誕生したサンリオ初のキャラクター。
2023年10月にサンリオピューロランド（東京都多摩市）に、同ランド初の英語で遊ぶインタラクティブアトラクションとして、BUDDYEDDY WONDERFUL CLUB(バディエディワンダフルクラブ)がオープン。

## プロフィール
エディ（Eddy）
- 誕生日：10月21日
- 性格：こうきしんおうせいでげんきいっぱい！
- 特技：しっぽのかたちをかえること
- 趣味：あそぶこと・じてんしゃにのること
- 好物：オレンジ・ハンバーグ
- 宝物：きょうりゅうのぬいぐるみ
- 苦手なもの：ヘビ
- チャームポイント：かたちをかえられるぐるぐるしっぽ
- 夢：ゆめはいっぱいあって、まだまだきめられない！

ピタ（Pita）
- 誕生日：8月7日
- 性格：おちょうしものでハイテンションなムードメーカー！
- 特技：いろいろなかたちにへんしんすること
- 趣味：おどること・うたうこと
- 好物：バナナ
- 宝物：バナナのかたちのベッド

## おともだち
アリー（Arie）
- 誕生日：4月27日
- 性格：クール
- 特技：スポーツ
- 好物：キウイ・カレー

ノア(Noah)
- 誕生日：2月25日
- 性格：おっとりしていてはずかしがりや
- 特技：えをかくこと
- 好物：ブドウ・スパゲッティ

テス(Tess)
- 誕生日：8月26日
- 性格：アリーのいもうと。アリーに似てクールなあかちゃん。

## かぞく
Mom(マム)
- さわやかでアクティブなエディのママ。クルマのうんてんがとくい。

Dad(ダッド)
- やさしくておおらかなエディのパパ。ピアノをひくのがじょうず。

Grandma(グランマ)
- とってもおしゃれでキュートなエディのおばあちゃん。

Grandpa(グランパ)
- ものしずかだけどユーモアにあふれているエディのおじいちゃん。

## サンリオキャラクター大賞の順位
- 2025年サンリオキャラクター大賞85位。
- 2024年サンリオキャラクター大賞51位。